# سالاکوواتس
سالاکوواتس (به صربی: Salakovac) یک منطقهٔ مسکونی در صربستان است که در مالو تسرنیچه واقع شده‌است. سالاکوواتس ۷۶۸ نفر جمعیت دارد.